# Holland House

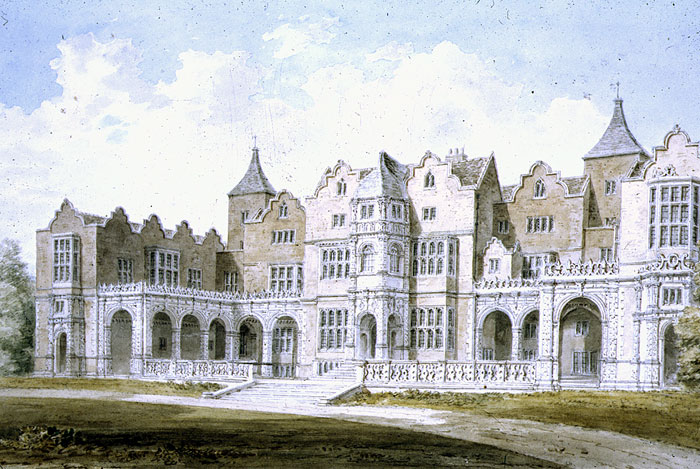
Holland House nel 1812.

Holland House (originariamente nota come Castello Cope) è una delle prime grandi residenze costruite presso Kensington (Londra). La sua presenza ha dato il nome al parco pubblico e al quartiere Holland Park. L'edificio fu quasi totalmente distrutto dai bombardamenti durante la seconda guerra mondiale: rimangono l'ala est e parte del pian terreno dell'edificio con la facciata sud.

## Storia
Al principio del XVII secolo il diplomatico Sir Walter Cope, un favorito del re Giacomo I, aveva acquisito buona parte di Kensington (St Mary Abbott's, Earl's Court, West Towne e Knotting Barns oggi Notting Hill).
Qui nel 1604 volle farsi costruire una nuova residenza, che da lui prese il nome di Castello di Cope. Commissionò pertanto i lavori all'architetto John Thorpe. La residenza era famosa per il giardino di 200 ettari contenenti molti alberi esotici importati da John Tradescant il Giovane.
Alla morte di Walter Cope l'edificio venne ereditato da suo cognato Henry Rich, I conte di Holland. Fu proprio in questo periodo che venne ribattezzata Holland House. Durante il Commonwealth il conte fu giustiziato per la sua partecipazione realista alla rivoluzione inglese e la residenza fu confiscata, diventando il quartier generale delle milizie parlamentari comandate da Fairfax e Lambert e come tale frequentato con regolarità da Oliver Cromwell.
Con la restaurazione che vide il ritorno al trono di Carlo II, l'abitazione venne reclamata dagli eredi di Henry Rich e pertanto tornò ad essere proprietà della famiglia dei Conti di Holland.
Nel 1774 alla morte del politico inglese Henry Fox l'eredità passò ai suoi discendenti sino al 1859, quando la famiglia si estinse. Nel 1874 venne quindi ereditata da un lontano cugino della famiglia Fox, il conte di Ilchester.
Sotto il III Lord Holland la casa divenne nota come un salotto letterario e politico di alto livello visitato da personaggi eminenti dell'epoca, scrittori, letterati, filosofi, politici. Tra i più noti frequentatori del salotto figurano George Byron, Thomas Macaulay, Benjamin Disraeli, Charles Dickens e sir Walter Scott, oltre a letterati stranieri come Ugo Foscolo. Io storico e politico John Allen venne associato per lungo tempo alla casa, che fu addirittura nota come Holland House Allen e oggi una delle stanze è dedicata proprio ad Allen. La casa fu frequentata anche in epoca vittoriana, quando divenne un centro artistico di grande importanza: George Frederic Watts pose qui il suo studio.
Elizabeth Bowes-Lyon, regina consorte e re Giorgio VI presenziarono al grande ballo nella casa a poche settimane dallo scoppio della Seconda guerra mondiale.

### Distruzione e resti

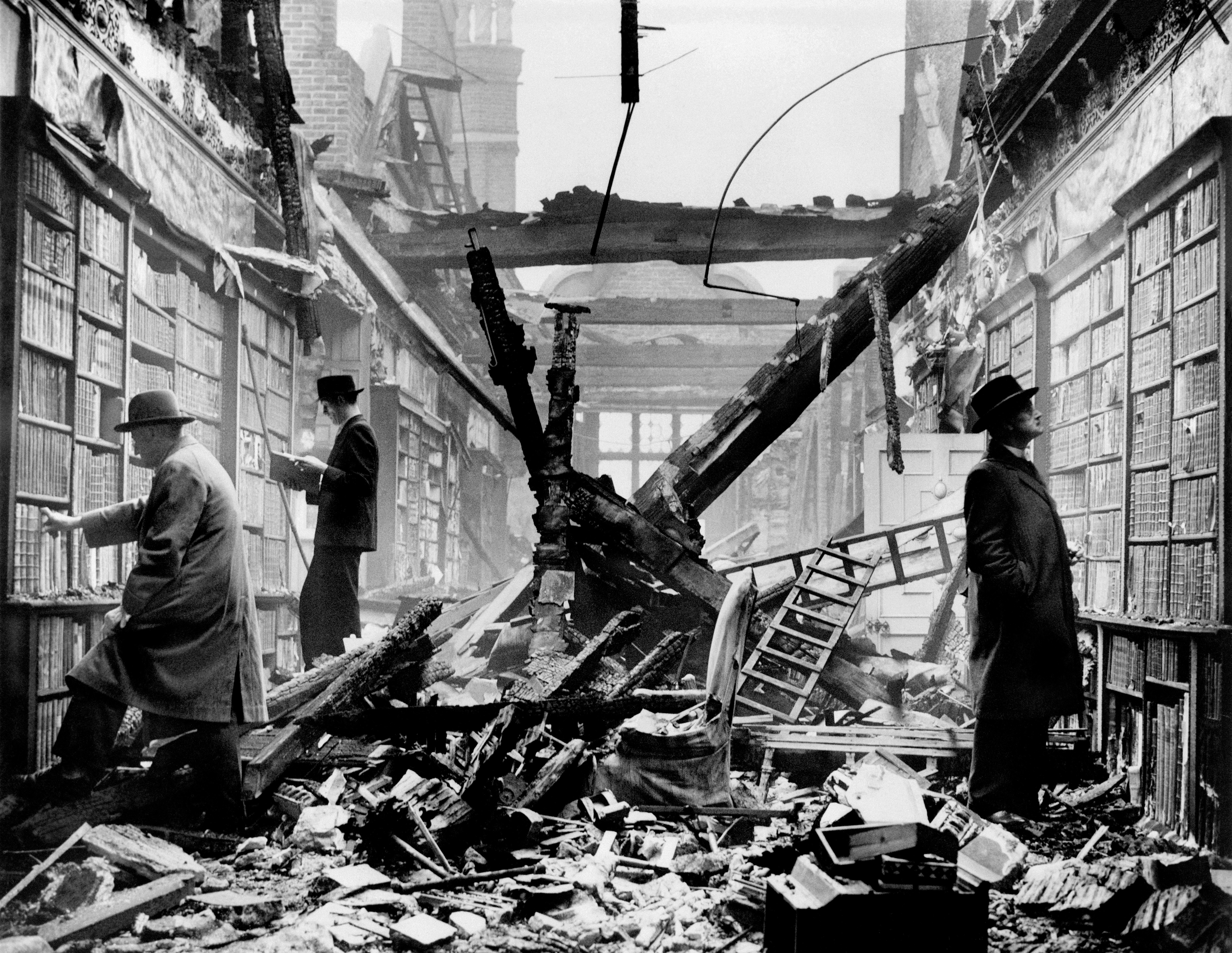
Holland House dopo il bombardamento. La bibilioteca riesce ad attirare ancora lettori nonostante i danni

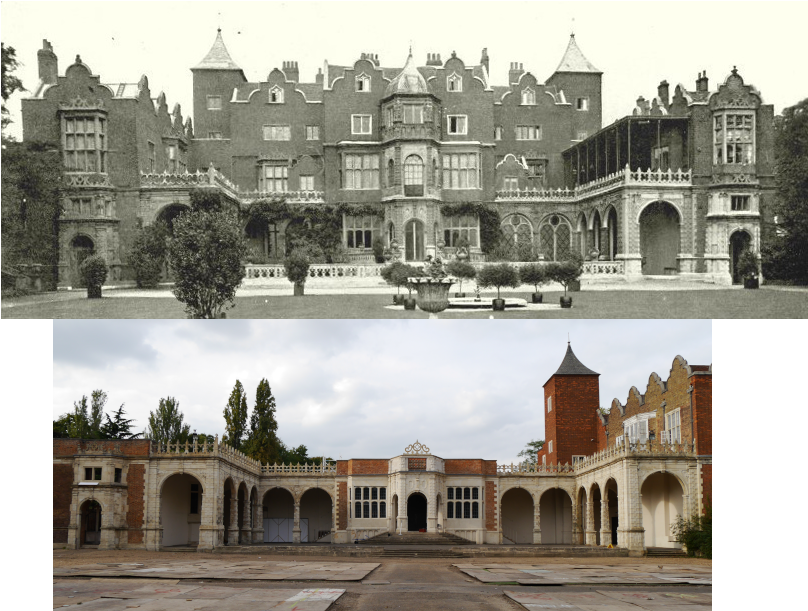
Holland House nel 1896 e nel 2014

Nel 1940 l'edificio venne colpito e largamente distrutto dalle bombe tedesche: nella notte del 27 settembre venne colpito da 22 bombe incendiarie. Sopravvisse alla distruzione solo l'ala est dell'edificio, con la bibilioteca contenente antichi e rari volumi, fra cui il Codice Boxer, un manoscritto illustrato risalente al 1590, in cui vengono raffigurate le abitudini etniche degli indigeni delle Filippine e le loro interazioni con gli spagnoli.
L'edificio rimase in rovina fino al 1952, quando il suo proprietario vendette palazzo e annesso parco alla città di Londra per poi passare al borgo reale di Kensington e Chelsea. Oggi, ciò che rimane di Holland House fa da sfondo al teatro all'aperto che è stato realizzato nel parco.
Ha ospitato un ostello, il "London Holland Park", ora però chiuso.